# فيليب بنجامين بالدوين
فيليب بنجامين بالدوين (بالإنجليزية: Phillip Benjamin Baldwin)‏ هو قاضي أمريكي، ولد في 23 ديسمبر 1924 في مارشال في الولايات المتحدة، وتوفي في 20 أبريل 2002 في شريفبورت في الولايات المتحدة.